# Stand Ye Guamanians
Stand Ye Guamanians este imnul național din Guam.

## Versuri
Fanohge Chamoru put i tano'-ta
Kånta i ma tunå-ña gi todu i lugåt.
Para i onra, para i gloria
Abiba i isla sen parat.
Para i onra, para i gloria
Abiba i isla sen parat.
U todu i tiempo i pas para hita
Yan ginen i langet na bendesion.
Kontra i piligru, na'fansåfo' ham
Yu'os prutehi i islan Guåhan.
Kontra i piligru, na'fansåfo' ham
Yu'os prutehi i islan Guåhan.